# Печа (герб)
Печа (пол. Piecza) — польский дворянский герб.

## Описание
Щит пересечен. В верхнем червлёном поле золотой крест наискось, на нём открытая книга, в нижней лазоревом поле плетеный улей, к которому с правой стороны прилетает пчела.
Щит увенчан дворянскими шлемом и короной. Нашлемник: золотой крест между двух пальмовых ветвей. Намет на щите голубой, подложенный красным.

## Герб используют
Кароль Диль, г. Печа, признан в потомственном дворянском достоинстве Царства Польского в 1823 г. и 02.01.1823 на означенное достоинство жалован дипломом